# Гробље Новодевичје
Гробље Новодевичје (рус. Новоде́вичье кла́дбище) је најпознатије руско гробље где су сахрањени заслужни грађани. Зову га и московски Пер Лашез. Гробље је названо по оближњем Новодевичном манастиру (познат и као манастир Богородице Смоленске), који је на списку Унескове културне баштине.

## Историја
Гробље је почело са радом 1898. због пренатрпаног манастирског гробља које је унутар зидина манастира. На гробљу су данас гробови и саркофази светски познатих песника, писаца, композотира, научника (нобеловац Черенков), глумаца, политичара и војника. Један од првих великана сахрањених на гробљу био је Антон Павлович Чехов чији позлаћени споменик је дело Фјодора Шектела. Укупно је тамо сахрањено око 27.000 особа. Гробље има изглед парка, прошараног капелама, а богато је споменицима и скулптурама познатих вајара од којих су многе проглашене споменицима културног наслеђа регионалног и федералног значаја. Гробље је подељено на три дела: парцеле 1-4 су стара гробља, парцеле 5-8 су новија, а 9-11 су из модерног доба, где су сахрањени заслужни Руси данашњице (Борис Јељцин, Раиса Горбачова,...). Гробље Новодевичје је данас туристичка атракција уврштена у понуду бројних туристичких агенција, као један од најзначајнијих културно-историјских споменика руске престонице. На улазу на гробље се продају карте са распоредом гробних места познатих личности. Посете су од 9 до 17 часова; улаз је бесплатан.
У доба Совјетског Савеза, гробље Новодевичје било је друго по значају, одмах иза Кремљске некрополе, где је сахрањена елита Совјетске (Руске) историје, најзначајнији људи комунистичких времена (Јосиф Стаљин, Вјачеслав Молотов, Јаков Свердлов, Георгиј Жуков...). Након распада Совјетског Савеза, сахране испод зидина Кремља су обустављене, а на гробљу Новодевичје се обављају сахране само најзначајнијих личности. Тако су у априлу 2007. године, у размаку од једне седмице, на гробљу Новодевичје сахрањени први Председник Руске Федерације Борис Јељцин и светски познати челиста Мстислав Ростропович. Бројне полемике изазвао је 2001. године неуспели покушај градоначелника Москве Јурија Лушкова да се из лондонског Голдер Грин крематоријума на Новодевичје гробље пренесе урна са пепелом балерине, диве Бољшој театра Ане Павлове.

## Локација
Гробље са Новодевичним манастиром налази се у југозападном делу Москве под називом Хамовники, метро станица Спортивнаја.

## Галерија
- Павел Сухој
- Надежда Сталина
- Герман Титов